# ビオビオ川
ビオビオ川（ビオビオがわ、スペイン語: Río Biobío）とは、アンデス山脈に端を発して概ね西の方向へ流れ太平洋へと注ぐ、南アメリカ大陸の川である。アンデス山中のイカルマ湖とGalletué湖に端を発し、マレコ川とラハ川をそれぞれ支流とし、アラウコ湾（太平洋）に注ぐ。この川の全長約380kmというのは、チリ国内では第2位の長さだが、流域面積では3番目となる。だが、平均川幅は1kmにおよび、これはチリ国内では最も広い。グラン・コンセプシオン（チリ2番目の都市圏）の市街区域では、ビオビオ川には4本の橋が架かっており、最も古いものは1889年に建設された鉄道橋である。

## 地理
ビオビオ川はチリ西部のGalletué湖を源流とする。湖から西へ流れ出る川は数キロの距離でイカルマ湖からの流れと合流し、方向を北西に転じる。その後、支流LonquimayやRehueなどと合流しつつ、アンデス山脈の峡谷を縫うように激しく流れる。この急流域は「アルト・ビオビオ」と呼ばれている。
山地を抜けるとビオビオ川はチリ中部の低地域に流れ込み、勾配は緩く、川幅は30mから60mと広くなり、流れもゆるやかになる。そしてこのあたりから船による航行が可能になる。中流のNegrete近郊でヴェルガラ川と合流し、チリ北西部のラ・アラウカニア州を流れるマレコ川などと同じく大規模な集水域を構成する。
海岸山脈の東に達したサン・ロセンド(es)市近郊でビオビオ川は流量の豊かさで知られるラハ川と合流する。この地点から下流では、ビオビオ川は川幅を大きく広げ、コンセプシオン県サン・ペドロ・デ・ラ・パスの河口では幅2kmに及ぶ。

## 歴史
この川は長く、南岸のマプチェ族と北岸のスペイン移民との事実上の境界であった。しかしこれもアラウカニア制圧作戦が終焉した1880年代にはチリに組み入れられ。天然の国境としての役割を終えた。

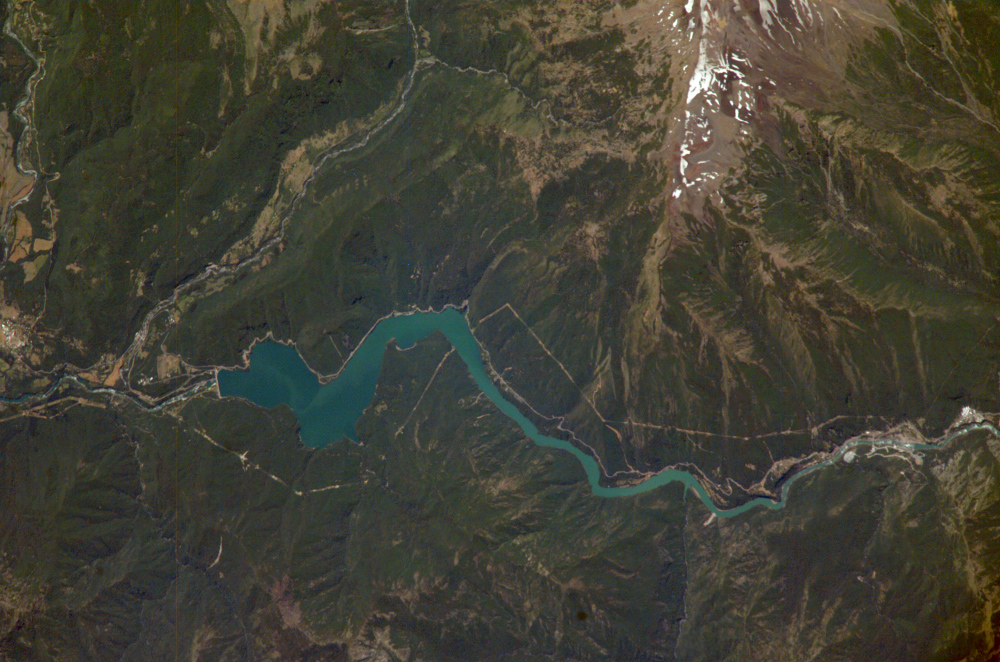
パンゲダム

1980年代初頭には、ホワイトウォーターラフティングの世界的ゲレンデのひとつとして知られ、チリの手付かずの自然地域を7日間かけて進むラフティングを味わうことができた。しかし、当時のチリ国営電力会社（現スペイン籍）エンデサは、環境保護団体などの強い抗議に耳を貸さず、大規模なパンゲダムを建設し、魅力的な清流が分断されただけでなく、先住民族の強制移動などの社会的問題も引き起こした。この問題を契機に、1996年世界銀行は開発プロジェクトの融資審査において、異議申し立てを受け付ける査閲パネルの対象を拡大した。